# Stephan Hegyi
Stephan Hegyi, né le 25 juillet 1998 à Vienne, est un judoka autrichien.

## Biographie
En 2017, il participe aux épreuves masculines des + de 100 kg et par équipes masculines aux Championnats d'Europe de judo 2017 qui ont lieu à Varsovie, en Pologne. La même année, il participe également à l' épreuve masculine des + de 100 kg aux Championnats du monde de judo 2017 qui ont lieu à Budapest, en Hongrie. En 2018, il remporte la médaille d'argent dans l'épreuve des + de 100 kg hommes aux Championnats d'Europe de judo U23 2018 organisés à Győr, en Hongrie.
En 2020, il perd son match pour la médaille de bronze dans l'épreuve masculine des + de 100 kg aux Championnats d'Europe de judo 2020 organisés à Prague, en République tchèque,. En 2021, il participe à l'épreuve masculine des + de 100 kg au Judo World Masters 2021 qui se tient à Doha, au Qatar. Il participe également à l' épreuve masculine des + de 100 kg aux Championnats du monde de judo 2021 à Budapest, en Hongrie, où il est éliminé lors de son deuxième match par Iakiv Khammo d'Ukraine.
En 2021, Stephan Hegyi participe à l' épreuve masculine des + de 100 kg aux Jeux olympiques d'été de 2020 à Tokyo, au Japon, où il est éliminé lors de son premier match par le futur médaillé de bronze français Teddy Riner.